# İznik (stad)
İznik is een stad in Turkije en ligt aan de oostelijke oever van het gelijknamige meer. İznik heeft ongeveer 35.000 inwoners. Tot de finale Ottomaans-Turkse verovering in 1331 was de stad bekend als Nicea.

## Geschiedenis
De stad werd als Antigoneia gesticht in 310 v.Chr.

### Nicea
Nicea was een belangrijke stad in het Romeinse en later Byzantijnse Keizerrijk, maar de stad werd in 1078 door de Seltsjoeken veroverd. Dit was mede de aanleiding tot de Eerste Kruistocht. In 1097 werd de stad veroverd door kruisridders na het Beleg van Nicea. De stad bleef enige tijd in Frankische handen, alvorens van 1204 tot 1261 het centrum van het kortdurende keizerrijk Nicea te vormen. Dit keizerrijk werd gesticht door Theodorus Lascaris nadat Constantinopel door Latijnse kruisvaarders van de Vierde Kruistocht was bezet.

### Ottomanen
De Ottomaanse periode begon met de Turkse inname van de stad in 1331. De Turkse naam İznik is een verbastering van de antieke naam Nicea. Gedurende de eerste eeuwen van Ottomaans bestuur bekeerde de bevolking zich geleidelijk tot de islam. 
In de 16e en 17e eeuw ontwikkelde zich in İznik de keramiekindustrie; İznik-tegels werden vanwege hun decoratieve en kleurrijke karakter gebruikt in vele moskeeën in het Ottomaanse Rijk. Bekende voorbeelden zijn de Sultan Ahmetmoskee en de Rüstem Paşa-moskee.

## Bezienswaardigheden
De middeleeuwse moskeeën in de stad zijn vaak gebouwd met brokstukken van oudere bouwwerken. Uit de klassieke en Byzantijnse periodes zijn oude vestingwerken, een waterleiding en een Romeinse brug bewaard gebleven. In de stad bevinden zich ook de ruïnes van de Sint-Sofiakathedraal, waar in 787 het Tweede Concilie van Nicea plaatsvond.

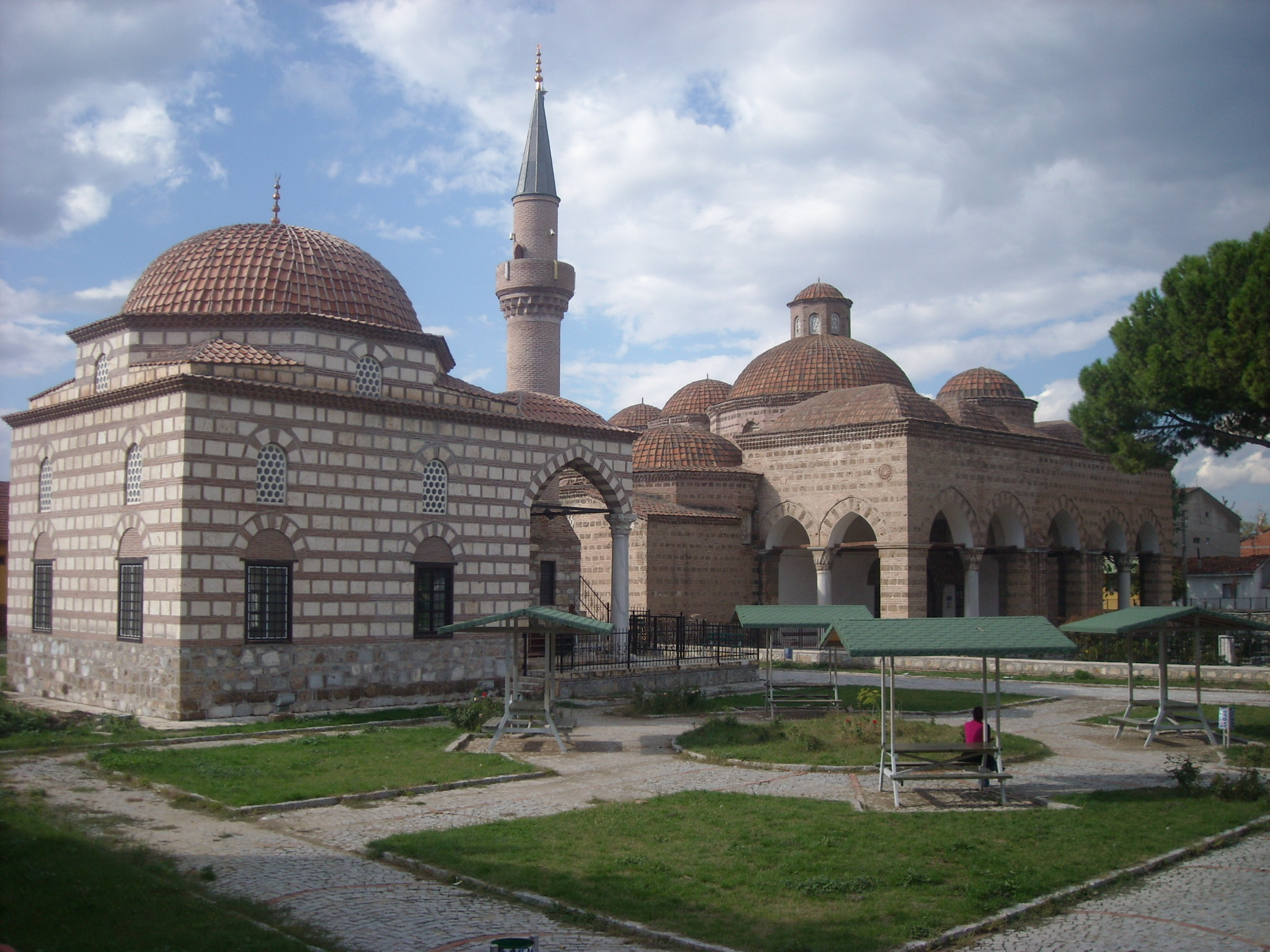
Het museum van İznik

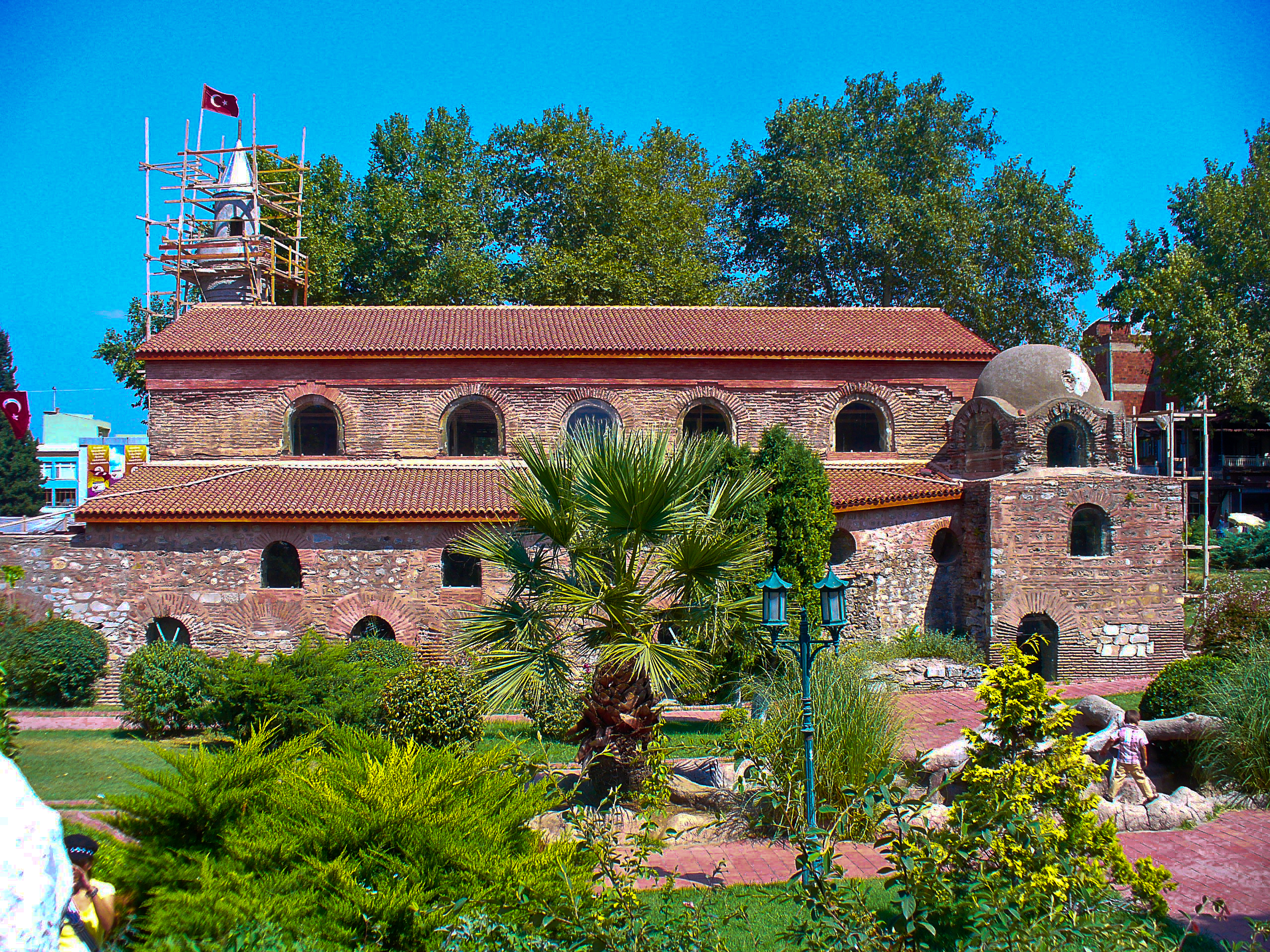
De Sint-Sophiakathedraal, nu een moskee in İznik

- Bibliothèque nationale de France: cb11961918w (data)
- Gemeinsame Normdatei: 4027895-5
- Library of Congress Control Number: n82075687
- Nationale Bibliotheek van Letland: 000348108
- Nationale Bibliotheek van Tsjechië: ge406271
- Nationale Bibliotheek van Israël: 987007534113605171
- Nationale en Universitaire bibliotheek Zagreb: 000649466
- Système universitaire de documentation: 085701319
- Virtual International Authority File: 144877764
- WorldCat: E39PBJhGWtqFRJRJJwgkXVfH4q